# Verbascum epixanthinum
Verbascum epixanthinum är en flenörtsväxtart som beskrevs av Pierre Edmond Boissier och Heldr.. Verbascum epixanthinum ingår i släktet kungsljus, och familjen flenörtsväxter. Inga underarter finns listade i Catalogue of Life.